# Mineralogia òptica

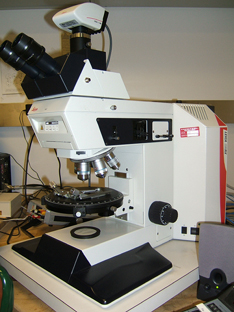
Un microscopi petrogràfic, que té dos filtres polaritzadors usat en anàlisi cristal·logràfica.

La mineralogia òptica és l'estudi de minerals i roques mesurant-ne les seves propietats òptiques. La majoria de les vegades les mostres minerals i de roques es preparen en secció fina o munts de grans per estudiar-les en el laboratori amb un microscopi petrogràfic. La mineralogia òptica es fa servir per identificar la composició mineral dels materials geològics per tal d'ajudar a revelar-ne l'origen i evolució.
Alunes de les propietats i tècniques usades inclouen:
- Índex refractiu
- Birefringència
- Mapa d'interferència de colors de Michel-Lévy
- Pleocroisme
- Angle d'extinció
- Patró d'interferència conoscòpica
- Test línia de Becke
- Relleu òptic
- Signe d'elongació
- Placa Wave

## Història
William Nicol, té el seu nom associat a la creació del prisma de Nicol, sembla haver estat el primer a preparar seccions de substàncies minerals i el seu mètode el va aplicar Henry Thronton Maire Witham (1831) en l'estudi de les petrificacions de plantes. No va ser fins a 1858 que Henry Clifton Sorby va apuntar al seu valor en la petrologia.Menrestant en l'estudi de seccions de cristalls es va usar per Sir David Brewster i altres físics i mineralòlegs.